# الكسندر سالازار
الكسندر سالازار (بالإسبانية: Alexander Salazar)‏ هو عالم عقيدة كوستاريكي، ولد في 28 نوفمبر 1949 في سان خوسيه في كوستاريكا.